# Blies-Ébersing
Blies-Ébersing település Franciaországban, Moselle megyében. Lakosainak száma 600 fő (2022. január 1.). Blies-Ébersing Bliesbruck, Frauenberg, Sarreguemines, Sarreinsming és Wiesviller községekkel határos.

## Népesség
A település népességének változása:
| Lakosok száma | 369  | 457  | 479  | 558  | 631  | 661  | 646  | 619  | 616  | 600  |
|               | 1968 | 1982 | 1990 | 2006 | 2013 | 2015 | 2017 | 2019 | 2020 | 2022 |